# 12241 Lefort
12241 Lefort este un asteroid din centura principală de asteroizi.

## Descriere
12241 Lefort este un asteroid din centura principală de asteroizi. A fost descoperit pe 13 august 1988 la Tautenburg de Freimut Börngen. El prezintă o orbită caracterizată de o semiaxă mare de 2,33 ua, o excentricitate de 0,23 și o înclinație de 1,7° în raport cu ecliptica.